# Михалёво (Шелотский сельсовет)
Михалёво — деревня в Верховажском районе Вологодской области.
Входит в состав Шелотского сельского поселения, с точки зрения административно-территориального деления — в Шелотский сельсовет.
Расстояние по автодороге до районного центра Верховажья — 82,5 км, до центра муниципального образования Шелоты — 13 км. Ближайшие населённые пункты — Степачевская, Столбово, Акиньховская, Анисимовская.
По переписи 2002 года население — 13 человек.